# Ихтамнет
Ихтамнет (від рос. Их там нет — «їх там нема») — російськомовний мем та неологізм, що відображує постійне заперечення Росією своєї військової присутності в агресивних гібридних війнах проти окремих країн і, насамперед, — під час інтервенції до Криму та у війні на сході України. В ЗМІ термін набув популярності та став загальною назвою кадрових російських військових без знаків розпізнавання, що беруть участь у неоголошеній війні проти України.
Мем пішов від висловлювання президента Росії Володимира Путіна 4 березня 2014 року на прес-конференції у відповіді на запитання щодо належності військових, які здійснювали захоплення Криму. Він заявив, що російських солдат там нема. Пізніше теза про відсутність російських військ виголошувалась Путіним і щодо участі російських військ у збройній агресії проти України на Донбасі.
Пізніше термін вживався у зв'язку з діями Росії в Сирії, а також був поширений на реалії інших регіонів і проник до англійської мови.